# Recherche féministe
Ne doit pas être confondu avec Recherches féministes.
 (janvier 2025).
La recherche féministe est l'ensemble des travaux de synthèse des connaissances et des études sur le féminisme en vue d'une épistémologie féministe.

## Historique en France

### Années 1970
Le tournant dans l'histoire de la recherche et dans l'histoire du féminisme en France a lieu dans les années 1970 grâce à une démarche cognitive et institutionnelle de militantes universitaires. Face à la demande étudiante est décidée l'ouverture de séminaires en histoire des femmes.
Les groupes se forment : Le Centre d'études féminines à l'Université de Provence (CEFUP) en 1972 par Yvonne Knibiehler, le Centre d'études féminines de Paris VIII en 1974 avec Hélène Cixous, le Groupe d'études féministes de Paris VII en 1975 avec Michelle Perrot et Françoise Basch, le Centre lyonnais d'études féministes la même année, le Groupe d'études sur la division sociale et sexuelle du travail (GEDISST) au CNRS en 1979 et un séminaire en histoire des femmes la même année à l'EHESS,.

### Années 1980
Les années 1980 voient l'arrivée au pouvoir de la gauche (1981) et la possibilité de tenir des colloques : « Femmes, féminisme, recherche » en 1982 à Toulouse, Action thématique programmée en 1983 au CNRS. Le contexte est également favorable à la publication de revues féministes, à la création de nombreux centres de recherche et à la reconnaissance des études féministes en milieu universitaire.
Les enjeux vont au-delà de simples descriptions, il s'agit d'expliquer des concepts et de déconstruire les stéréotypes. Apparaissent les concepts de sexage par Colette Guillaumin, de rapports sociaux de sexe par Danièle Kergoat, de classe de sexe et de féminisme matérialiste par Christine Delphy, d'approche relationnelle et inégalitaire entre les sexes et de théorie déconstructiviste. Le concept de genre est popularisé par Joan Wallach Scott en 1988.

### Années 1990
Les lacunes concernant l'histoire des femmes se comblent progressivement, aboutissant à la naissance d'un sujet historique et rendant visible le rôle et la fonction des femmes. L'ouvrage Histoire des femmes en Occident de Michelle Perrot et Georges Duby de 1991-1992 met ces concepts en lumière.

### Années 2000-2010
Les années 2000 voient l'arrivée de formations spécialisées sur le sujet, de diffusion des savoirs en société et en politique. La recherche continue de se structurer : la Fédération de recherche sur le genre est créée en 2001, le Réseau de recherche internationale et pluridisciplinaire existe depuis 1995, l'Institut Émilie-du-Châtelet en 2006, le Réseau thématique pluridisciplinaire du CNRS en 2010 et l'Institut du Genre en 2012. Ces groupes progressent à l'aide d'associations telles que l'Association nationale des études féministes (créée en 1989), Mnémosyne (en 2000), la SIEFAR (même année) et EFiGiES (en 2003).
En 2013, dix licences et masters existent, inspirés de ces recherches, ainsi que PRESAGE à Sciences Po Paris.